# Мінський військовий округ
Мі́нський військо́вий о́круг — військовий округ, одиниця військово-адміністративного поділу у Російській імперії та СРСР на території Білорусі.

## Перше формування (Російська імперія)
Мінський військовий округ (штаб в м. Мінську) — військовий округ Російської імперії, створений 19 липня (1 серпня) 1914 року з початком Першої світової війни на основі Управління скасованого тоді ж Варшавського військового округу.
Включав частину губерній, що входили раніше до складу Варшавського і Віленського військових округів: Келецьку, Мінську, Могильовську, Радомську, Петроковську і Холмську губернії, частина Волинської, Седлецької і Смоленської губерній.

### Командування
- Головний начальник округу:
  - Генерал від кавалерії барон Євген Олександрович (Євген Олександр Ернст) Рауш-фон-Траубенберг (19 липня (1 серпня) 1914 — 31 березня 1917).

## Друге формування (Радянський Союз)
Сформований у липні 1945 на підставі наказу народного комісара оборони СРСР № 0139 від 9 липня 1945 на території східних областей Білоруської РСР у складі: Мінської, Полоцької, Молодечненської, Вітебської і Могильовської областей.
Управління округу — місто Мінськ.
На формування управління округу задіяти польове управління 3-ї армії і управління Білорусько-Литовського військового округу.
Згідно з наказом народного комісара оборони СРСР від 4 лютого 1946 був об'єднаний з Барановичським військовим округом та перетворений на Білоруський військовий округ.

### Командування
- Командувачі:
  - генерал-лейтенант Разуваєв В. Н. (09.07.1945 — 02.1945).
- Члені військової ради:
  - генерал-майор Пигурнова А. П.
- Начальники штабів:
  - генерал-майор Кондратьєв А. К.